# Fips Fleischer

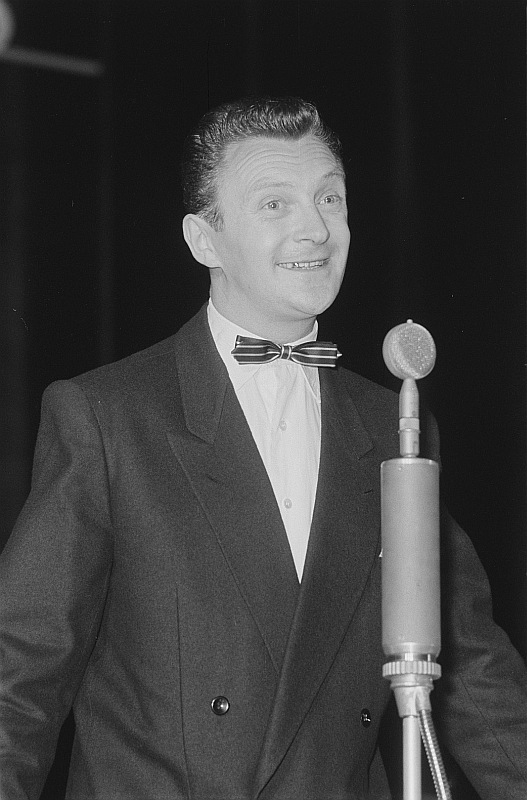
Fips Fleischer, 1954

Fips Fleischer (* 2. Mai 1923 in Hohenfichte; † 25. Juni 2002 in Chemnitz; bürgerlich Hanns-Joachim Fleischer) war ein deutscher Jazzmusiker und Komponist. Er leitete seine Big Band, das Orchester Fips Fleischer, spielte auf zahlreichen Galas in Ost- und Westdeutschland und tourte durch Europa, Asien und Afrika.

## Leben
Zwischen 1937 und 1941 studierte Hanns-Joachim Fleischer an der Städtischen Orchesterschule Zschopau Oboe, Schlagzeug und Klavier. Hier lernte er auch den fast gleichaltrigen Walter Eichenberg kennen, mit dem er bald die gemeinsame Liebe zum Swing und Jazz entdeckte. Danach wirkte er als Schlagzeuger in diversen Jazz-Combos, etwa bei Ernst van’t Hoff. Von 1947 bis 1957 war er Schlagzeuger und Komponist beim Tanzorchester des Rundfunksenders Leipzig, wo er nach eigenen Angaben ein Angebot ablehnte, den damaligen Bandleader Kurt Henkels abzulösen.
Flips Fleischer sang auch Schlager, z. B. zusammen mit Brigitte Rabald Ach Fips (1954), und komponierte und textete den Hit Pinguin-Mambo von Werner Hass (1955).
Ab 1957 leitete er sein eigenes Orchester, welches mit Musikern wie Hubert Katzenbeier und Werner Pfüller zahlreiche Auftritte national und (bis zum Bau der Berliner Mauer vorwiegend) international hatte. 1961 schrieb er die Filmmusik zu Eine Handvoll Noten der DEFA. Zunächst spielte er in der ersten Fernsehshow von Lou van Burg; dann (ab 1961) bis 1971 war er mit seinem Orchester festangestellt beim Deutschen Fernsehfunk (DFF) und auch später bei unzähligen Unterhaltungssendungen im DDR-Fernsehen präsent. 1962 erschien der Fernsehfilm Hallo Fips. Von 1970 bis 1988 war er Leiter der Abteilung Tanz- und Unterhaltungsmusik der Hochschule für Musik Leipzig. Ab 1978 leitete er auch eine neue eigene Big Band, ab 1996 zusammen mit seinem 1. Trompeter Joachim Wessel.
Fleischer, der mit Louis Armstrong befreundet war, begleitete Interpreten wie Katja Ebstein, Caterina Valente, Jürgen Marcus, Rex Gildo. Die Zirkusgala Menschen, Tiere, Sensationen in der Berliner Deutschlandhalle wurde viele Jahre durch den Sound seiner Band geprägt. Ab 1990 wurden seine Auftritte seltener.
Fips Fleischer starb im Alter von 79 Jahren an Herzversagen. Seine Grabstelle befindet sich auf dem Friedhof von Augustusburg, Landkreis Mittelsachsen.

## Ehrungen
In Augustusburg wurde der Fips-Fleischer-Platz nach ihm benannt.

## Filme
- 1955: Musik, Musik, Musik (DEFA-Dokumentarfilm)
- 1957: Spielbank-Affäre (DEFA-Spielfilm)
- 1960: Gute Unterhaltung (ORF-Revuefilm)
- 1961: Eine Handvoll Noten (DEFA-Spielfilm)
- 1962: Was halten Sie von Musik? (auch Darsteller, TV-Revuefilm)
- 1962: Hallo Fips! (TV-Musikfilm)

## Lexikalische Einträge
- Jürgen Wölfer: Jazz in Deutschland. Das Lexikon. Alle Musiker und Plattenfirmen von 1920 bis heute. Hannibal, Höfen 2008, ISBN 978-3-85445-274-4.